# Jordanoleiopus africanus
Jordanoleiopus africanus là một loài bọ cánh cứng trong họ Cerambycidae.